# Wilhelm Karl Robra

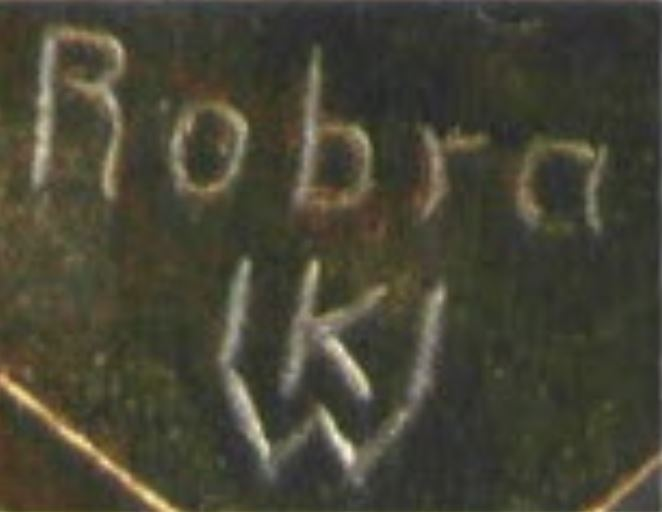
Eine Signatur von Wilhelm Karl Robra

Wilhelm Karl Robra (* 29. September 1876 in Berlinchen, Neumark; † 1945) war ein deutscher Bildhauer.

## Leben und Werk
Robra trat am 10. Oktober 1890 als Modelleur-Lehrling in die Königliche Porzellan-Manufaktur Berlin (KPM) ein, wo er bis 1900 tätig war. 1902 trat er erneut in das Unternehmen ein. Er fertigte vorwiegend Entwürfe von Tierdarstellungen im Jugendstil und im Stil des Art déco, die von Gießereien wie der Bildgießerei Kraas Berlin in Bronze und von Porzellanmanufakturen wie KPM oder der Porzellanmanufaktur Nymphenburg handwerklich umgesetzt wurden.
Seine Arbeiten trugen Titel wie:
- Spielende junge Löwen, 1911
- Vase mit Deckel, 1909
- Adler mit ausgebreiteten Schwingen, 1900
- Rußköpfchenpaar, 1913
- Hirsch mit Geweih
- Bittender Dackel, 1911
- Fressender Papagei auf Mimosen, 1911
- Hauspfau, 1911
- Hasengruppe, 1912
- Drei Vögel auf einem Zweig
- Stehender Rehbock
- Möwe bei der Jagd
- Blaumeisenpaar